# Бондаренко, Нина Ивановна
Ни́на Ива́новна Бондаре́нко (урожд. То́карь) (укр. Ніна Іванівна Токар; 1927 год, село Тахтаулово — 1958 год, село Тахтаулово, Полтавский район, Полтавская область, Украинская ССР) — колхозница, звеньевая колхоза «Большевик» Полтавского района Полтавской области, Украинская ССР. Герой Социалистического Труда (1948).

## Биография
Родилась в 1927 году в селе Тахтауолово в крестьянской семье. После Великой Отечественной войны работала в колхозе «Большевик» Полтавского района в селе Тахтаулово. Была назначена звеньевой полеводческого звена.
Скоропостижно скончалась в возрасте 30 лет в селе Тахтаулово. Похоронена на местном сельском кладбище.

## Награды
- Герой Социалистического Труда — указом Президиума Верховного Совета СССР от 16 февраля 1948 года
- Два ордена Ленина (16.2.1948, 23.6.1949).